# Фронтейра (Минас-Жерайс)
Фронтейра (порт. Fronteira) — муниципалитет в Бразилии, входит в штат Минас-Жерайс. Составная часть мезорегиона Триангулу-Минейру-и-Алту-Паранаиба. Входит в экономико-статистический микрорегион Фрутал. Население составляет 9853 человека на 2006 год. Занимает площадь 199,228 км². Плотность населения — 49,5 чел./км².

## История
Город основан 18 июля 1943 года. 

## Статистика
- Валовой внутренний продукт на 2003 год составляет 485 453 152,00 реалов (данные: Бразильский институт географии и статистики).
- Валовой внутренний продукт на душу населения на 2003 год составляет 51 245,98 реалов (данные: Бразильский институт географии и статистики).
- Индекс развития человеческого потенциала на 2000 год составляет 0,794 (данные: Программа развития ООН).